# 웨스트민스터신학대학원대학교
웨스트민스터신학대학원대학교(웨스트민스터神學大學院大學校, Westminster Graduate School of Theology)는 대한민국의 경기도의 용인시에 위치한, 1967년 11월 9일에 개설된 사립 신학대학원대학이고, 초교파 개신교 복음주의 신대원에 속한다.
신학적으로는, 애초에는 원래 보수적인 개혁주의 바탕의 개신교 초교파 신학대학원이었으나, 2020년 2월 이후부터 현재까지 중도적(中道的)인 종류의 복음주의 개신교 바탕의 초교파 신학대학원대학교로 운영되고 있다. 
1967년 11월 9일 미국 웨스트민스터 비브리칼 선교부 선교사 라보도와 대한민국의 김달생이 대한예수교장로회신학교를 설립하였고, 1998년 2월 26일 학교 이름을 지금의 이름으로 바꾸었다.

## 연혁
- 1967년 11월 9일 미국 웨스트민스터 비브리칼선교부 선도사 라보도(Robert S. Rapp)와 한국의 김달생 대한예수교장로회신학교 설립
- 1989년 3월 1일 웨스트민스터신학원으로 교명 변경
- 1998년 2월 26일 웨스트민스터신학대학원대학교로 교명 변경

## 교육편제
웨스트민스터대학원대학교는 전문대학원 과정으로, 석·박사 과정 모두 운영중에 있다. 다음은 2021년 기준, 웨스트민스터대학원대학교의 교육 과정 일람이다.

### 석사
- 목회학석사(M.Div.)
- 신학석사(Th.M.)
- 기독교학석사(M.A.)
- 기독교교육학석사(M.A.)
- 상담심리학석사(M.A.)
- 사회복지학석사(M.S.W.)
- 사회문화교육학석사(M.A.)

### 박사
- 철학박사(Ph.D.)
- 신학박사(Th.D.)
- 성경학박사(D.B.S.)
- 교육학박사(Ed.D)
- 평생교육학박사(D.L.E)

### 석박사통합과정
- 철학박사(Ph.D.)

## 사건·사고 및 논란

### 모종의 루머와 왜곡된 배경
항간에 떠도는 모종의 루머를 반박하자면, 기독교대한하나님의성회(이하 '기하성')에 편입되었다는 일부의 주장은 사실이 아니다. 정확하게는 홍승돈 전직 이사장이, 기하성 소속 정동균 목사에게 매각한 것이었으며, 정식으로 교단 산하 신학교가 된 것은 아니다. 이것이 사실상 기하성 교단에 편입된 것처럼 알려졌는데, 만일 기하성 교단에 정식으로 편입이 되었다면 웨스트민스터신학대학원대학교는 기하성의 직속 교단신학교로써 타교단에 소속되는 것이 제한받게 된다. 그러나 졸업생들은 대한예수교장로회 합동, 대한예수교장로회 합신, 대한예수교장로회 대신, 대한예수교장로회 웨신, 카이캄(KAICAM) 등에 각자 고루 분포되어 있으며, 특히 정인찬 총장은 본인이 총회장으로 역임 중인 국제독립교회연합회(WAIC)를 학교 내에서 홍보하기도 한다. 기하성의 정식 산하 신학교라면 발생하기에 어려운 일들이다. 다만, 단지 웨스트민스터신학대학원대학교의 현재 명예이사장으로 역임 중인 이영훈 목사를 통해 기하성의 전폭적인 물적, 양적 지원을 모두 받고 있어서 마치 교단에 편입된 것처럼 왜곡되어 보이는 것이다. 특히 2019년 11월 당시의 매각 사태에 대한, 이 학교 경기용인웨스트민스터신대원 졸업생들의 분노가 여전하다.